# Magnus Unger
Edwin Magnus Unger, född 26 november 1832 i Gillberga, Värmlands län, död 19 juli 1913 i Oscars församling, Stockholm, var en svensk häradshövding och riksdagsman.
Unger var häradshövding i Nora domsaga i Örebro län 1875–1901. Han var i riksdagen ledamot av första kammaren 1885–1892 och 1893–1907, invald i Örebro läns valkrets. Han var en kompromisslös högerman och motsatte sig i det längsta unionsuppgörelsen 1905. Unger spelade en ledande roll inom sitt parti.
Han var bror till Adolf och Jonas Unger samt far till Abraham Unger. Magnus Unger är begravd på Brunskogs kyrkogård.